# Bábizmus
A bábizmus Szejed Ali Mohamed Sirázi (1819 –1850)  kereskedő követőinek (bábik) vallási mozgalma, aki azzal az igénnyel lépett fel, hogy az iszlám örökébe lépő új vallást kell vezetnie. 1844-ben még  kijelentette, hogy ő az Iszna Asarijjának, a  síizmus tizenkettes irányzatában a rejtőzködő tizenkettedik imámjához vezető  Kapu ( Báb), valamint később, hogy ő az iszlám által várt al-Mahdí azaz a Megígért. Még később ő lett az isteni kinyilatkoztatás Nuktája (pontja). Tanításai a társadalom minden rétegében gyorsan terjedtek Perzsiában.
Működése során egyfajta messianisztikus, ezoterikus bölcseletet tanított, amivel számtalan mérsékelt síita szúfit megnyert magának.  Az ortodoxia üldöztetésére militáns lépésekkel válaszolt, 1850 –1851-ben fegyveres összecsapásokra is sor került. A kormány 1850-ben kivégeztette. Hívei egy része az úgynevezett Örökkévalóság reggelének (Szubh-i Azal azaz „azali bábik”) követője lett, akiket  1852-ben egy sikertelen sah elleni merénylet miatt kegyetlenül felszámoltak. Másik csoportjuk a Baháullát (Isten szépséges ragyogása) vagyis Mirza Huszajn Ali Núrit,  a bahái vallás próféta megalapítóját követte.